# Torremolinos
Torremolinos é uma cidade e município da Espanha na província de Málaga e da comunidade autónoma da Andaluzia. O município tem 19,9 km² de área e em 2021 tinha 68 056 habitantes (densidade: 3 419,9 hab./km²). A cidade situa-se cerca de 15 km a sudoeste de Málaga e a 6 km do Aeroporto de Málaga. É hoje um dos principais destinos do litoral da zona turística da Costa del Sol.

## História

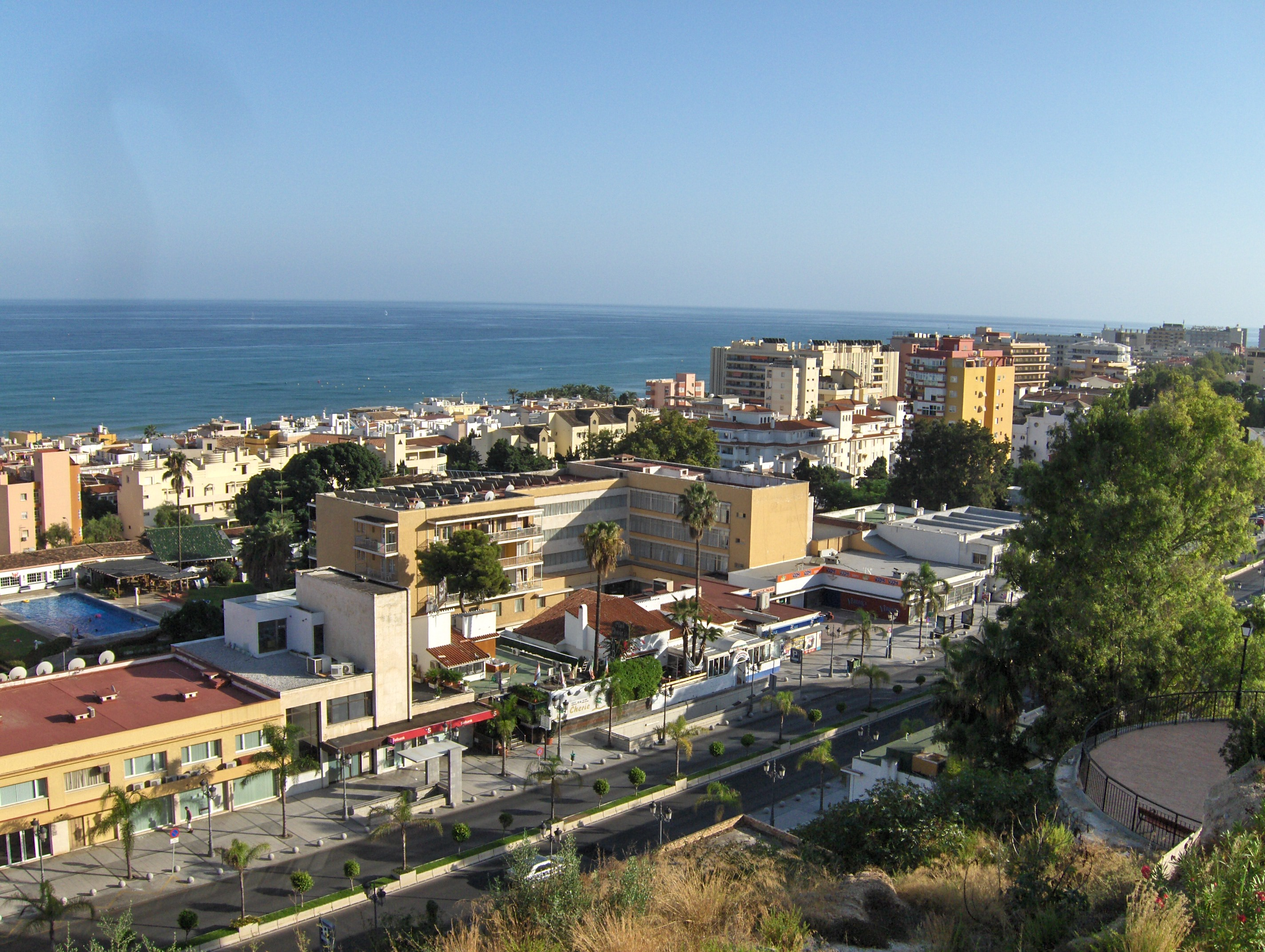
Vista de La Carihuela, bairro típico e turístico de Torremolinos

Torremolinos tem uma longa história, como atestam os numerosos vestígios arqueológicos de fenícios, gregos, romanos e mouros encontrados na área.
Os primeiros registros escritos datam de 1489, quando os Reis Católicos decidiram promover o repovoamento do local, então conhecido como Torres de Pimentel. Anos mais tarde, em 1502 , a cidade se tornaria dependente de Málaga. Este enclave costeiro construído para sua defesa alguns castelos e torres de observação sendo o El Castillo de Santa Clara, do século XVIII, foi um dos mais importantes que estavam na cidade.
A grande mudança em Torremolinos ocorreu a partir de meados do século XX, quando esta vila de pescadores descobriu o enorme potencial turístico oferecido em sua costa e seu clima ameno. Desde então, Torremolinos tornou-se uma das principais atrações turísticas da Costa del Sol, graças a importantes serviços turísticos de qualidade e toda a sua infra-estrutura.
O Bajondillo , La Carihuela, Los Alamos ou Playamar são algumas das magníficas praias que adornam a costa, onde grandes complexos hoteleiros, conjuntos habitacionais e até um centro de conferências que abriga grandes eventos internacionais, estão localizados.
Apesar do grande desenvolvimento urbano experimentado nas últimas décadas, Torremolinos tem preservado a atmosfera marinha nas ruas dos bairros mais tradicionais. 
Na parte histórica da cidade, destaque para a Igreja paroquial de Nossa Senhora do Carmo e a Casa de Navalha, construída no século XIX. Mas o símbolo máximo do património da cidade é a Torre da Mills Pimentel, o monumento que deu origem ao nome da cidade (Torre de Moinhos).
Enquanto isso, na área conhecida como Cortijo del Tajo foram descobertos importantes sítios arqueológicos do Neolítico, assim como os templos pré-romanos e romanos.

## Gastronomia e festas
A cozinha de Torremolinos é baseado principalmente em frutos do mar. Sua principal prato é peixe frito, embora existam muitas outras receitas de peixe preparados nas mais diversas formas: assados, grelhados, entre outros. A Denominação de Origem Málaga, que se aplica à cidade de Torremolinos, é conhecida pela excelente qualidade dos seus vinhos, especialmente doces.
Quanto às festividades tradicionais de Torremolinos incluem-se as festas e celebrações em honra do seu padroeiro, São Miguel, que ocorrem entre final de setembro e início de outubro. Ocorre uma semana antes da peregrinação popular de São Miguel.
No Carihuela é comemorado todos os 16 de julho a 'Fair Carmen', cujo principal evento é a procissão da Virgem.
Perto de Torremolinos, é possível visitar outros locais de grandes raízes turísticas, tais como Benalmádena e Fuengirola.